# Рондо Венециано
„Рондо̀ Венециа̀но“ (на италиански: Rondò Veneziano) е италиански инструментален състав, изпълняващ музика, повлияна от тази, присъща за времето на барока, и съчетана със стиловете поп и рок.
Съставът е създаден през 1979 г. по идея на Фреди Наджар, тогавашен директор на звукозаписната компания „Бейби Рекърдс“, и Джан Пиеро Ревербери, известен композитор и диригент от Генуезката школа.
Широкият репертоар на оркестъра включва композиции, повлияни от творчеството на Вивалди, Албинони, Бокерини, от късния европейки барок, и носи отличителния белег на самия Ревербери, който преди създаването на оркестъра се утвърждава като аранжор на известни италиански певци, като Лучо Батисти, Лучо Дала, Фабрицио Де Андре, Бруно Лауци, Мина, Джино Паоли, Ерос Рамацоти, Луиджи Тенко и Орнела Ванони.
Не всички композиции на състава следват присъщите за музиката от XVIII век модели. Репортоарът му включва и композиции, чието звучене е насочено и към други епохи от историята на музиката, по-конкретно към творчеството на композитори, като Джоакино Росини, Йозеф Хайдн и Фредерик Шопен; други композиции имат строеж, свойствен за този на поп музиката, на саундтраковата, както и фолклорната музика.
Оттеглил се почти изцяло от италианската сцена, ансамбълът продължава дейността си чрез турнета из Европа и е успешен най-вече в немскоговорещите страни, като Австрия, Германия, Швейцария и Люксембург.
„Рондо Венециано“ имат продадени над 25 милиона албума в целия свят и са наградени с множество златни и платинени дискове в Европа.
Правата на състава са продадени на швейцарската компания „Клео Мюзик“ (със седалище в Галгенен) през 1990 г.

## Дискография
Извън Италия някои от албумите са издадени с различни заглавия и обложки, а други са разпространявани в Италия от две различни звукозаписни компании, но с различни заглавия. Съответните случаи са указани в скоби. Не се взимат под внимание разликите между списъците с композиции в различните издания.
| - 1980 – Rondò veneziano - 1981 – La Serenissima (, : Venice in Peril) - 1982 – Scaramucce - 1984 – Odissea veneziana (: L'odyssée de Venise; : Odissea) - 1985 – Casanova (, : Odissea veneziana) - 1986 – Rapsodia veneziana (, : Fantasia veneziana; , : Lagune) - 1987 – Arabesque (извън Италия: Misteriosa Venezia) - 1988 – Concerto (издаден като Poesia di Venezia от „Би Ем Джи Ариола“ в Италия) - 1989 – Masquerade (: Armonie и Visioni di Venezia) - 1990 – Barocco (издаден като Musica… fantasia от „Би Ем Джи Ариола“ в Италия, : Mystère; : Capriccio veneziano (2001 г.) - 1990 – The Genius of Vivaldi, Mozart, Beethoven - 1991 – Prestige (извън Италия: Magica melodia; : Interlude) - 1992 – G. P. Reverberi – Rondò Veneziano (, : Stagioni di Venezia) - 1993 – L'antivirtuoso - 1994 – Il mago di Venezia - 1995 – Sinfonia di Natale (: Symphonie de Noël) - 1997 – Marco Polo - 1997 – Gian Piero Reverberi Conducts Rondò Veneziano – In concerto - 1998 – Zodiaco – Sternzeichen - 1999 – Attimi di magia – Magische Augenblicke - 1999 – Honeymoon – Luna di miele - 2000 – La storia del classico - 2001 – Papagena - 2002 – La piazza (: Concertissimo) - 2009 – Rondò Veneziano Chamber Orchestra | - 1997 – Gian Piero Reverberi Conducts Rondò Veneziano – In concerto - 2005 – 25 – Live in Concert - 2010 – Once Upon a Time – A Musical DVD Odissee - 1981 – Notturno in gondola - 1983 – Venezia 2000 (: Venise de l'an 2000) - 1984 – Concerto futurissimo - 1992 – Rondò 2000 – The Best of Rondò Veneziano - 1992 – Venezia romantica – The Best of Rondò Veneziano - 1985 – Theme from Not Quite Jerusalem |

## Награди и признания
| - Италия - 2017 г. – за албума I grandi successi – Vol. 6 - Германия - 1984 – за албума Odissea veneziana - 1985 – за албума Venezia 2000 - 1986 – за албума Odissea veneziana - 1987 – за албума Fantasia veneziana - 1987 – за албума Misteriosa Venezia - 1988 – за албума Poesia di Venezia - 1990 – за албума Visioni di Venezia - 1991 – за албума Musica… fantasia - Австрия - 1990 – за албума Fantasia veneziana - 1990 – за албума Misteriosa Venezia - 1990 – за албума Venezia 2000 - 1991 – за албума Poesia di Venezia - Швейцария - 1991 – за албума The Genius of Mozart - 1992 – за албума Rondò 2000 – The Best of Rondò Veneziano - 1992 – за албума The Genius of Mozart - Великобритания - 1983 – за албума Venezia 2000 - 1988 – за албума Venice in Peril | - Италия - 1980 – за албума Rondò veneziano - 1984 – за албума Odissea veneziana - 1985 – за албума Casanova - 1986 – за албума Rapsodia veneziana - Германия - 1988 – за албума Misteriosa Venezia - Швейцария - 1989 – за албума Concerto - 1989 – за албума La Serenissima - 1989 – за албума Odissea veneziana - 1989 – за албума Masquerade - 1990 – за албума Masquerade - 1991 – за албума Prestige - 1998 – за албума Arabesque - 1998 – за албума Concerto - Италия - 1982 – за албума Scaramucce - 1983 – за албума Venezia 2000 - Швейцария - 1982 – за албума Scaramucce - 1990 – за албума Arabesque - 1991 – за албума Concerto - 1998 – за албума Venezia 2000 |